# 드미트리 그리고로비치
드미트리 그리고로비치(러시아어: Дми́трий Васи́льевич Григоро́вич, 1822년 3월 31일 ~ 1900년 1월 3일)는 러시아의 소설가이다.
심비르스크 태생. 모스크바의 귀족기숙학교를 나온 후 10년쯤 지나 소설 <마을>(1846)과 <안톤 고레뮈카>(1847)로 ‘자연파’의 유력한 작가가 되었다.
이들 작품은 농민의 비참한 생활을 애정으로써 묘사한 것으로 투르게네프의 <사냥꾼의 일기>(1852)에 앞서, 농민을 주인공으로 한 점에 의의가 있다.